# Taofeek Ismaheel
Taofeek Ajibade Ismaheel (16 juli 2000) is een Nigeriaans voetballer die in het seizoen 2023/24 door FC Lorient wordt verhuurd aan SK Beveren.

## Carrière

### Skeid Fotball
Ismaheel genoot zijn opleiding bij de Hype Buzz Academy in Nigeria. In 2019 haalde de Noorse tweedeklasser Skeid Fotball hem naar Europa. In zijn debuutseizoen degradeerde Ismaheel met promovendus Skeid Fotball naar de PostNord-ligaen, het derde niveau in Noorwegen. In het seizoen daarop eindigde Skeid Fotball in de reguliere competitie tweedee in zijn groep, maar dat ging niet gepaard met promotie: in de barragewedstrijden tegen Asker Fotball (het nummer twee uit de andere groep) ging Skeid Fotball na strafschoppen onderuit.

### Frederikstad FK
Ondanks de gemiste promotie met Skeid Fotball voetbalde Ismaheel in het seizoen 2021 toch in de OBOS-ligaen, want in januari 2021 maakte hij de overstap naar Fredrikstad FK, dat in het seizoen 2020 eerste was geworden in de reeks van Skeid Fotball. In zijn debuutseizoen bij Frederikstad was Ismaheel meteen goed voor dertien goals en zeven assists in de competitie. Ismaheel werd na afloop van het seizoen verkozen tot beste speler van de competitie, hoewel de club slechts vierde eindigde.

### FC Lorient & Vålerenga IF
Op 31 januari 2022 ondertekende Ismaheel een contract tot medio 2025 bij de Franse eersteklasser FC Lorient. De Franse club liet hem het seizoen uitdoen in Noorwegen, weliswaar bij eersteklasser Vålerenga IF.

### SK Beveren
In augustus 2022 werd Ismaheel door Lorient voor een seizoen uitgeleend aan de Belgische tweedeklasser SK Beveren. Op 13 augustus 2022 maakte hij zijn officiële debuut voor Beveren: op de openingsspeeldag liet trainer Wim De Decker hem tegen Beerschot VA (1-0-nederlaag) in de 75e minuut invallen. Ook op de tweede speeldag, toen Beveren 2-2 gelijkspeelde tegen Excelsior Virton, viel Ismaheel een kwartier voor tijd in. Bij zijn eerste basisplaats, in de bekerwedstrijd tegen URSL Visé op 25 september 2022, scoorde hij zijn eerste doelpunt voor de club. Na de 2-1-zege tegen Deinze op de negende competitiespeeldag stond Beveren voor het eerst dat seizoen alleen aan de leiding.
In de 2-0-zege tegen Beerschot VA op 22 januari 2023 liep Ismaheel een knieblessure op die hem de rest van de reguliere competitie aan de kant hield. Pas op de vijfde speeldag van de play-offs kon Ismaheel zijn wederoptreden maken voor Beveren, dat op dat moment nog volop in de titelstrijd zat. Ismaheel viel ook nog in in de vijf resterende play-offwedstrijden, waarin hij niet kon vermijden dat RWDM op 13 mei 2023 kampioen werd.
Eind juni 2023 maakte Beveren bekend dat het Ismaheel een extra jaar zou huren van Lorient.